# Raphy Manjaly
Raphy Manjaly (* 7. Februar 1958 in Vendere, Kerala) ist ein indischer Geistlicher und römisch-katholischer Erzbischof von Agra.

## Leben
Raphy Manjaly empfing am 11. Mai 1983 das Sakrament der Priesterweihe.
Am 24. Februar 2007 ernannte ihn Papst Benedikt XVI. zum Bischof von Varanasi. Der Apostolische Nuntius in Indien, Erzbischof Pedro López Quintana, spendete ihm am 30. April desselben Jahres die Bischofsweihe; Mitkonsekratoren waren der Erzbischof von Bombay, Oswald Gracias, und der emeritierte Bischof von Varanasi, Patrick Paul D’Souza.
Am 17. Oktober 2013 ernannte ihn Papst Franziskus zum Bischof von Allahabad. Die Amtseinführung erfolgte am 3. Dezember desselben Jahres. Am 8. Juli 2020 berief ihn Papst Franziskus zudem zum Mitglied des Päpstlichen Rates für den Interreligiösen Dialog.
Am 12. November 2020 ernannte ihn Papst Franziskus zum Erzbischof von Agra. Die Amtseinführung fand am 7. Januar des folgenden Jahres statt.